# Hephthopelta
Hephthopelta is een geslacht van kreeftachtigen uit de klasse van de Malacostraca (hogere kreeftachtigen).

## Soorten
- Hephthopelta apta Rathbun, 1914
- Hephthopelta aurita Rathbun, 1932
- Hephthopelta bruuni Serène, 1964
- Hephthopelta cavimanus (Rathbun, 1914)
- Hephthopelta cribrorum Rathbun, 1932
- Hephthopelta knudseni Serène, 1964
- Hephthopelta littoralis Tesch, 1918
- Hephthopelta lugubris Alcock, 1899
- Hephthopelta mortenseni Serène, 1964
- Hephthopelta potens Davie & Richer de Forges, 2013
- Hephthopelta pubescens Chen, 1998